# Pisonia
Pisonia Plum. ex L., 1753 è un genere di piante appartenente alla famiglia Nyctaginaceae.

## Tassonomia
Il genere comprende le seguenti specie:
- Pisonia aculeata L.
- Pisonia albida (Heimerl) Britton ex Standl.
- Pisonia ambigua Heimerl
- Pisonia byrsonimifolia Heimerl & Ekman
- Pisonia calafia León de la Luz & R.A.Levin
- Pisonia capitata (S.Watson) Standl.
- Pisonia costata (Bojer) Choisy
- Pisonia donnellsmithii Heimerl ex Standl.
- Pisonia ekmanii Heimerl
- Pisonia fasciculata Standl.
- Pisonia flavescens Standl.
- Pisonia floribunda Hook.f.
- Pisonia grandis R.Br.
- Pisonia horneae Trejo & Caraballo
- Pisonia indecora Heimerl
- Pisonia jamaicensis Proctor ex Caraballo, K.Campbell & S.J.Cross
- Pisonia macranthocarpa (Donn.Sm.) Donn.Sm.
- Pisonia margaretiae Proctor
- Pisonia ochracea Heimerl
- Pisonia petenensis Lundell
- Pisonia petiolaris Heimerl & Ekman
- Pisonia proctorii Lundell
- Pisonia roqueae Trejo & Caraballo
- Pisonia rotundata Griseb.
- Pisonia silvatica Standl.
- Pisonia subcordata Sw.
- Pisonia taina Trejo
- Pisonia zapallo Griseb.